# 2084: Кінець світу
«2084: Кінець світу» (фр. 2084: la fin du monde) — антиутопічний роман, що написаний алжирським франкомовним письменником Буалемом Сансалем та вперше опублікувався у французькому видавництві «Галлімар» 2015 року. Роман розповідає про тоталітарну теократичну світову державу майбутнього, у якій владарюють фундаментальні ісламісти. У жовтні 2015 року відзначений ґран-прі Великої премії Французької академії за роман.
Українською мовою роман вперше перекладено Петром Таращуком і опубліковано у «Видавництві Жупанського» 2016 року. Український письменник Сашко Завара відніс роман до неформальної «Ісламської трилогії» разом з «Щасливим» Вікторії Гранецької і «Покорою» Мішеля Уельбека.

## Сюжет
Дія відбувається в майбутньому у вигаданій теократичній державі Абістан. Її ідеологія спирається на віру в Бога Йолаха та Його ворога Баліса. Згідно з віровченням, пророк Абі («Абі Делегат») проповідував про Йолаха і вів священну війну, в результаті якої весь світ став Абістаном. Ключовою датою вважається 2084 рік, але немає одностайності, що тоді відбулося. Найчастіше кажуть, що це рік народження Абі або отриманням ним одкровення від Йолаха.
Тепер Абістаном керує Апарат з урядовців, який контролює державу за допомогою пропаганди та репресій. Вірні повинні молитися 9 разів на день. Невірні мешкають у гетто та всіляко зневажаються. На стадіонах часто проводяться публічні страти. Головними ворогами вважаються макуфи, учасники секти Великого Безвір'я. Існує загальна мова абімова. Одяг уніфікований і позначає людей відповідно до рангу та суспільного класу. Зарплата і привілеї визначаються сумою балів, які щомісяця виставляє Інспекція.
Чоловік на ім'я Аті покидає розташований на краю Абістану санаторій, де він лікувався від туберкульозу. Впродовж року він подорожує з віслючим караваном додому до міста Кодсабад. Аті відновлює колишній темп життя, заново бачиться з друзями та влаштовується на роботу. Він зустрічає урядовця Наса, що займається зберіганням документів і священних писань та розповідає Аті про нещодавно виявлені залишки міста, які можуть поставити під сумнів офіційні історичні відомості про Абістан. Знахідки свідчать, що там жили люди, котрі тікали від пророка Абі. Це підкріплює сумніви Аті в тому, що Абістан займає весь світ. Метою Аті стає досягнути кордону.
У Кодсабаді Аті влаштовується складати документи. Він знаходить друга й однодумця в Коа. Вдвох вони вирушають крізь нетрі Кудсабада на пошуки Наса в обгородженому високотехнологічному центрі міста. Дорогою їх перепиняють мандрівні доглядачі за правопорядком і допитують щодо чистоти переконань. Аті та Коа довідуються, що їм може допомогти торговець дефіцитними товарами Тоз в гетто. Коа пропонує за його послуги реліквію — документ з похвалою його діду від Абі. Тоз декілька днів переховує їх на складі, друзі без його дозволу здійснюють вилазку в сусідній квартал, який через це беруть в облогу в пошуках невірних. Він тікає назад, а Коа безслідно зникає.
Агент Тоза на ім'я Дер доставляє Абі до держслужбовця Рама. Той розповідає, що Коа загинув при втечі, а Нас вчинив самогубство. Рам вважає, що інформація від Наса становить загрозу для Абістану, хоча й припускає, що це правда. Він наказує Абі мовчати про їхню зустріч. Проводирем Аті стає Біо, що відводить його до могили Коа та до моря, яке Аті завжди мріяв побачити. Потім Біо приводить Аті до підпільного музею. Аті дізнається, що після ядерної війни 2084 року владу в світі захопила релігійна течія, що була спотворенням ісламу, але виявилася дуже популярною завдяки поєднанню найефективніших стратегій тоталітарного управління. Але тепер відкриття Наса спричинило розкол серед претендентів на посаду каліфа, тому його оголошено містифікацією. Наостанок Аті довідується, що Абістан створено за принципами, запозиченими з роману «1984». Біо запевняє його, що кордону не існує, але Аті все одно мріє як-небудь його досягти. Зрештою Біо відпускає його на пошуки мети, що невідомо чи може бути в принципі досягнена. Як він сподівається, одержимий пошуками Аті вже не зможе стати авторитетом, а в разі загибелі — мучеником.
Згодом Абістаном шириться радикальний рух, який прагне розшукати кордон. Попри пропагандистські викриття, рух охоплює дедалі більше людей.

## Відгуки
Роман перед 6-им Книжковим арсеналом увійшов у список «14 книжкових новинок, на які варто звернути особливу увагу» за баченням «Cultprostir», а по завершенні ярмарку — у список 7 найкращих книжок за баченням журналу «Forbes Україна».
Письменник Сашко Завара: «Попри цікавість і захоплюючий сюжет, роман „2084: Кінець світу“ належить до категорії книжок, які не варто „ковтати“ за вечір чи два. Працюючи над текстом, Буалем Сансаль заклав у написане чимало поживи для роздумів, яка через поспіх може залишитися поза увагою». Роман можна вважати неформальним продовженням «Покори» Мішеля Вельбека та «1984» Джорджа Орвелла. Автор з перших сторінок показує безпорадність, у якій опинився світ. В Абістані панують злидні і занедбаність, при цьому жителі почуваються щасливими, поки клани багатіїв керують ними на власний розсуд. Такі історії спонукають озирнутися і усвідомити або навіть заново обдумати вже побачене і почуте.
Андрій Мартиненко із проекту «Читомо» написав, що стиль оповіді «тягучий і в'язкий», як подорож пустелею. «Загалом же меседж Сансаля мало чим відрізняється від Орвеллівського. Тим не менш, поданого його у дещо іншій площині — сучасній. Це допомагає переосмислити навіть настільки затерті (а вони вже такими явно стали) метафори і образи як у до болю знайомому „1984“». Сансаль додає до тоталітарного «скелета» антиутопічного суспільства новий шар — релігійний. Ця релігія мінлива і через «новомову» примушує людей то до покори, то до воєн проти невидимого ворога. Фінал роману нібито оптимістичний, обіцяючи зміну влади на більш ліберальну. Але Аті втратив внутрішній конфлікт і підставу для бунту.

## Видання
- 2015 рік — «Галлімар» (фр.)
- 2016 рік — «Видавництво Жупанського» (укр.)